# Kvas (priimek)
Kvas je priimek več znanih Slovencev:
- Jakob Kvas, atlet (tekač)
- Jana Kvas, šansonjerka, kantavtorica, slovenistka
- Jožef Kvas (1919–2005), ljubljanski pomožni škof in stolni prošt
- Jožica Kvas Jemec (*1956), likovnica
- Koloman Kvas (1790–1867), učitelj slovenskega jezika
- Slavko Kvas (1946–1995), novinar, pesnik, umetn. fotograf
- Tomaž Kvas (1921–2016), slikar in restavrator